# 龍淵寺 (宮城県涌谷町)
龍淵寺（りゅうえんじ）は、宮城県遠田郡涌谷町涌谷にある曹洞宗の寺院である。山号は、洞巌山（とうがんざん）。『龍渕寺』・『竜渕寺』とも表記されたが、『龍淵寺』に統一されつつある。

## 歴史
創建は文亀元年（1501年）。福島県にある長禄寺の4代目・笑庵全祝大和尚により、宮城県南沿岸部にある亘理町に開かれ、1591年、涌谷に移転した。寺院内には、奈良時代から平安時代に作られたと見られる横穴墓群があり、土師器・須恵器などが出土する。東側の山陵裏、洞ケ崎遺跡にも横穴墓が発見されており、このあたりの山陵には、寺院開設以前より、広く横穴墓の分布があったと推定されている。

## 社会問題への取り組み
2023年12月、龍淵寺は、無縁仏が急増する社会問題を受けて、様々な事情によって人生の最期を孤独に迎えた人々のための供養塔『霽月（せいげつ）』を建立した。『霽月』とは、「雨に洗い流された夜空に浮かぶ月」を意味している。設計は、建築士の向田良文。
境内に建てられた供養塔『霽月』の根幹には、ニューヨークを拠点とする世界的彫刻家・吉野美奈子の大理石彫刻『Gratitude - 感謝（像）』が設置された。素材は、ルネッサンスの巨匠ミケランジェロも愛したカッラーラ大理石で、目を閉じて両手を合わせたユニバーサルな（無国籍な）女性の胸像である。吉野は、一打ち一打ち心を込め、滑らかな曲線・曲面に神経を注ぎながら磨き上げ、1年3ヶ月かけて完成させた。背景には、作家自身のテロ遭遇体験（9.11アメリカ同時多発テロ）があり、恐怖と孤独と戦いながらも、多くの助けによって生かされたことへの感謝を表現している。
2024年5月、龍淵寺では供養塔『霽月』のお披露目式が開催され、住職の入野田は「無縁仏の終の棲家を作りたいという思いから建てた。折々足を運んで地域の一員だった人々に心を寄せてもらい、慈しみの心が生まれる場所になってほしい」と語った。彫刻作品の左右には大きな鏡が設置され、祈りに訪れた人々は「ほぼ動くことなく360度鑑賞できる」という斬新なアイデアが具現化されている。